# کاروانسرای امیری
کاروانسرای امیری مربوط به دوره قاجار است و در شهرستان گرمسار، بخش ایوانکی، شهر ایوانکی، جبهه جنوب غرب مسجد حاج نبی واقع شده و با شمارهٔ ثبت ۲۶۶۰۶ به‌عنوان یکی از آثار ملی ایران به ثبت رسیده است.